# تقاطع (فیلم ۱۹۸۴)
تقاطع (به هندی: Paar) فیلمی محصول سال ۱۹۸۴ و به کارگردانی گوتام غوس است. در این فیلم بازیگرانی همچون شبانه اعظمی، نصیرالدین شاه، اوم پوری، اوتپال دوت ایفای نقش کرده‌اند.